# Карпович Максим Петрович
Максим Петрович Карпович (біл. Максім Пятровіч Карповіч, рос. Максим Петрович Карпович, нар. 27 лютого 1986, Ліда, Білоруська РСР, СРСР) — білоруський футболіст, півзахисник «Вітебська».

## Біографія
Вихованець вітебського футболу. У чемпіонаті Білорусі грав у командах «Славія» (Мозир), «Нафтан», «Савіт», «Дніпро» (Могильов), «Торпедо-БелАЗ», «Белшина», «Граніт» (Мікашевичі).
Навесні 2011 року перейшов в українську команду «Ворскла» (Полтава). Зіграв три матчі в Прем'єр-лізі за 11 турів. Бажаючи мати постійну ігрову практику, попросив тренера, щоб йому надали статус вільного агента. Тренер і клуб погодилися.
Другу половину 2011 року провів у «Нафтані», а наступний сезон весь виступав за «Торпедо-БелАЗ».
У січні 2013 року став гравцем «Білшини», але не закріпився в основі і в серпні перейшов у «Граніт».
У січні 2014 року підписав контракт з «Вітебськом». Допоміг вітебському клубу повернутися у Вищу лігу за підсумками сезону-2014.

## Досягнення
- Володар Кубка Білорусі: 2009